# Cadu (football, 1982)
Pour les articles homonymes, voir Cadu.
Carlos Eduardo Castro da Silva plus communément appelé Cadu, est un footballeur brésilien né le 23 avril 1982 à Cuiabá.

## Carrière
- 2002-04 :  CR Vasco da Gama
- 2004-05 :  Germinal Beerschot A.
- 2005- :  União Leiria[1]